# Filip Jícha

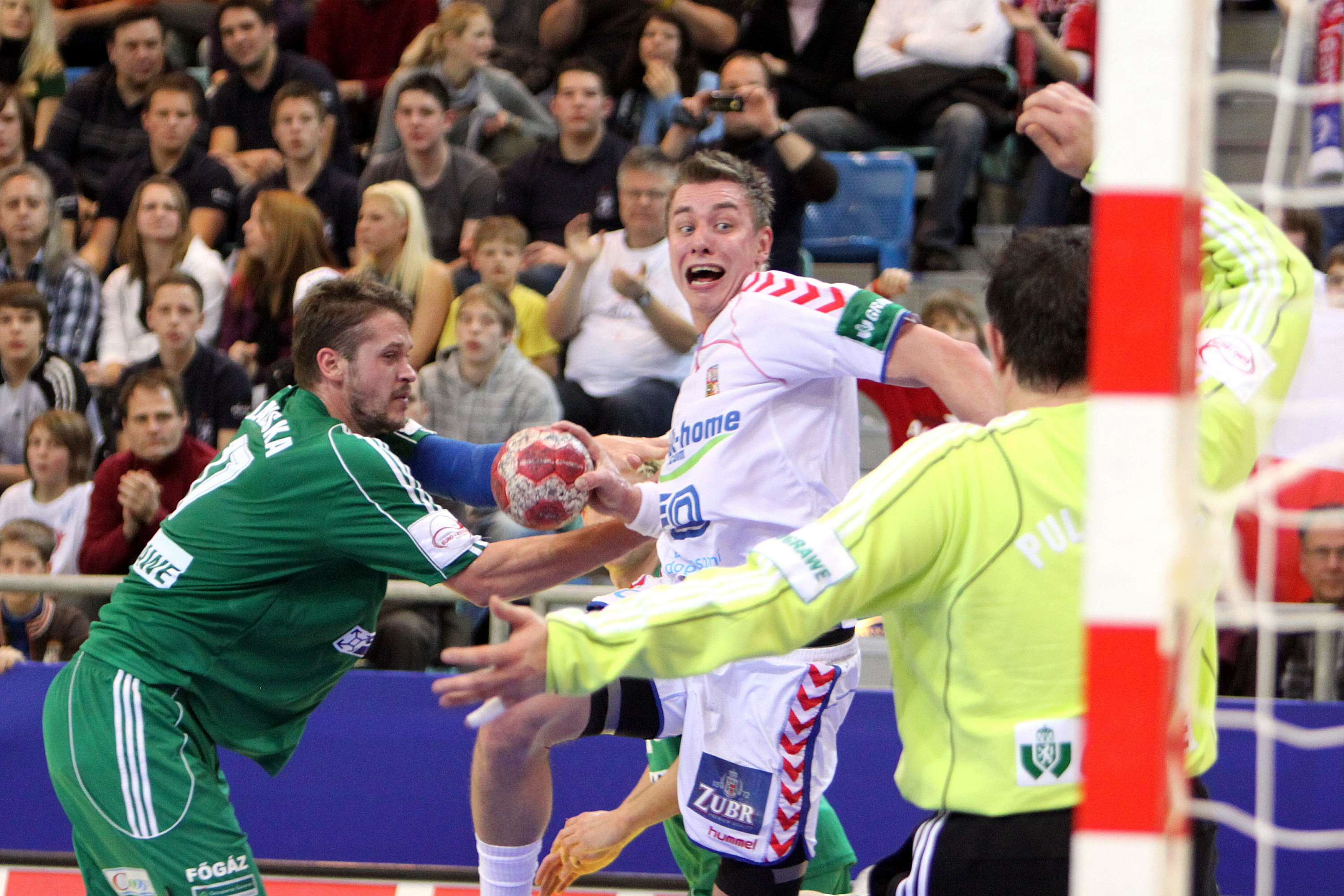
Jícha v utkání s Maďarskem na ME 2010

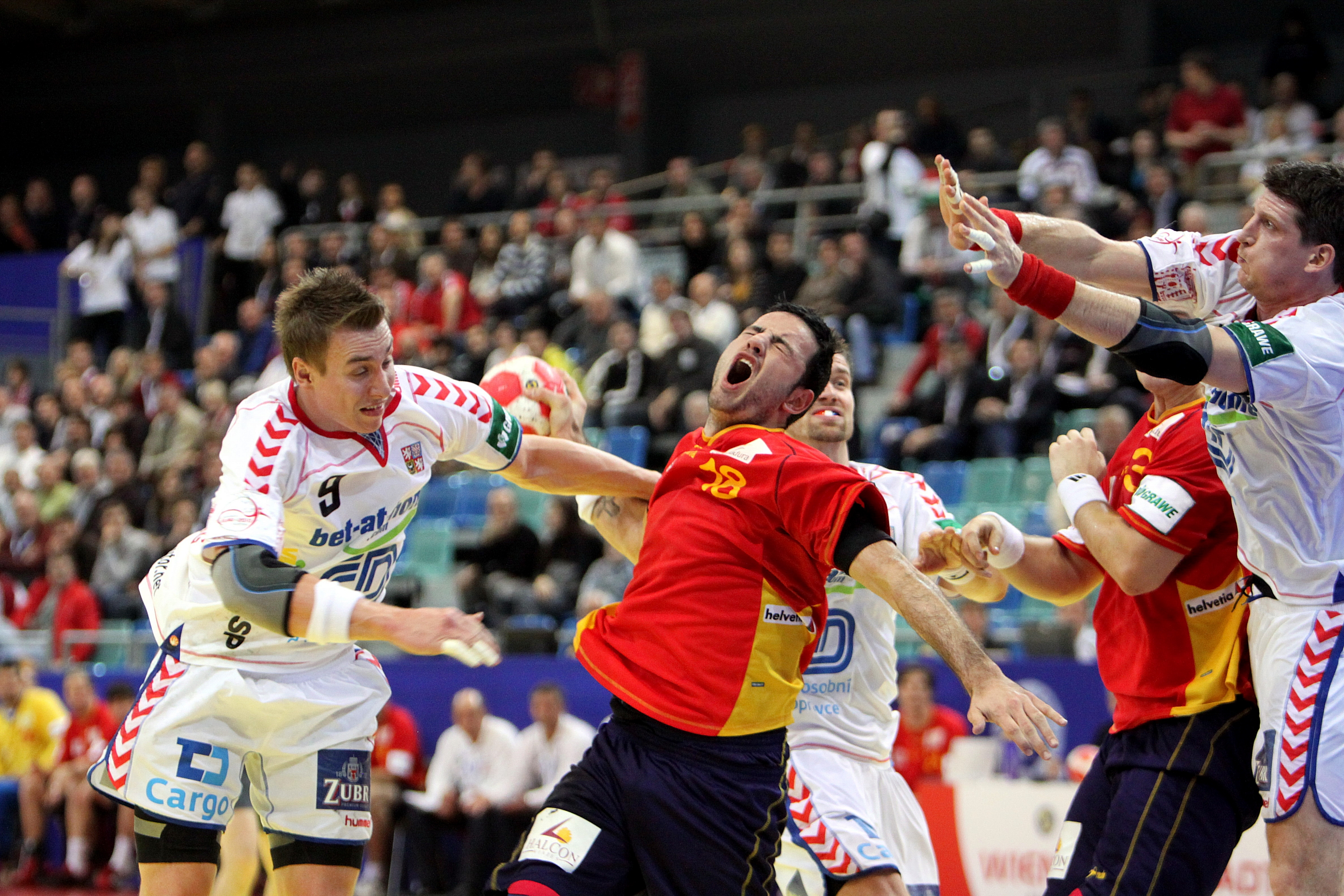
Jícha bránící Romera (Šp.) při ME 2010

Filip Jícha (* 19. dubna 1982 Plzeň) je bývalý český házenkář a reprezentant. Pravoruký hráč ukončil kariéru v říjnu 2017 kvůli zdravotním problémům. V sezónách 2015–2017 nastupoval za FC Barcelona Lassa na postu levé spojky a mezi lety 2007–2015 byl členem bundesligového klubu THW Kiel. V roce 2010 se stal nejlepším házenkářem světa. Po ukončení kariéry působil v klubu THW Kiel jako asistent trenéra, od roku 2019 je hlavním trenérem.
Měří 201 cm a během aktivní sportovní kariéry vážil 103 kg. V Německu měl přezdívku „Pavel“, v reprezentaci pak „Filda“. Je ženatý s Hanou Jíchovou, se kterou má dceru Valérii a syna Vincence. 16. června měl rozlučku s kariérou v Plzni na hokejovém stadionu, rozlučky se účastnilo více než 5 tisíc lidí.

## Kariéra
Jako žák začínal ve Starém Plzenci v roce 1988, od roku 1995 do roku 2000 hrál ve Slavii Plzeň. Za Kovopetrol Plzeň odehrál jediný ligový zápas. V 18 letech podepsal profesionální smlouvu v Dukle Praha, kde zůstal do roku 2003.
Následně v lednu přestoupil poprvé do zahraničího saúdskoarabského klubu Al Ahlí Jeddah, odkud v únoru 2003 přestoupil do katarského Al Ahlí Sport Club Qatar. Od června 2003 se vrátil do Evropy a hrál v klubu TSV St. Otmar St. Gallen (Švýcarsko). Odtud si v roce 2004 odskočil v květnu zpět do katarského klubu. V roce 2005 začalo jeho účinkování v  bundeslize, nejprve v TBV Lemgo. Zde získal po sedmnácti letech jako první Čech evropskou trofej, a to Pohár EHF. Od 20. června 2007 hrál za klub THW Kiel, kde nastupoval v dresu číslo 39 na pozici levé spojky. V roce 2015 přestoupil z německého klubu do FC Barcelona, kde podepsal smlouvu na čtyři roky.

## Reprezentace
V české reprezentaci debutoval během září 2000 v Považské Bystrici proti Slovensku, s dvěma vstřelenými brankami. V reprezentaci odehrál 158 zápasů a vstřelil 877 branek. S reprezentací vybojoval 8. místo na Mistrovství Evropy 2010, 10. místo na Mistrovství světa 2005 a 12. místo v roce 2007. Nastupoval v dresu číslo 9.

## Úspěchy
- Nejlepší házenkář světa 2010
- THW Kiel
  - vítěz Ligy mistrů 2020 jako hlavní trenér
  - vítěz Ligy mistrů 2010, 2012
  - finalista Ligy mistrů 2008 a 2009
  - mistr Německa 2008, 2009, 2010, 2012, 2013, 2014, 2015
  - vítěz německého poháru 2008, 2009, 2011, 2012, 2013
  - vítěz německého superpoháru 2007, 2008, 2011
  - vítěz Super Globe 2011
- TBV Lemgo
  - vítěz poháru EHF 2006
- St. Otmar St. Gallen
  - semifinále Challenge Cup 2005
- Al Ahli
  - vítěz poháru katarského emirátu 2002
- Dukla Praha
  - český vicemistr 2003

## Ocenění
Jícha byl 13. ledna 2011 vyhlášen nejlepším házenkářem světa roku 2010, když těsně předčil francouzského reprezentanta Nikolu Karabatice. Stal se také pětinásobným vítězem ankety Házenkář roku ČR v letech 2008, 2009, 2010, 2011 a 2012, nejlepším střelcem Ligy mistrů 2009 a 2010, vítězem ankety týdeníku Handballwoche o nejlepšího hráče bundesligy v letech 2009 a 2010, nejužitečnějším hráčem, nejlepším střelcem a členem All Star týmu na Mistrovství Evropy 2010 v Rakousku. Opakovaně získal cenu pro nejlepšího sportovce Kielu.

## Bilance v bundeslize

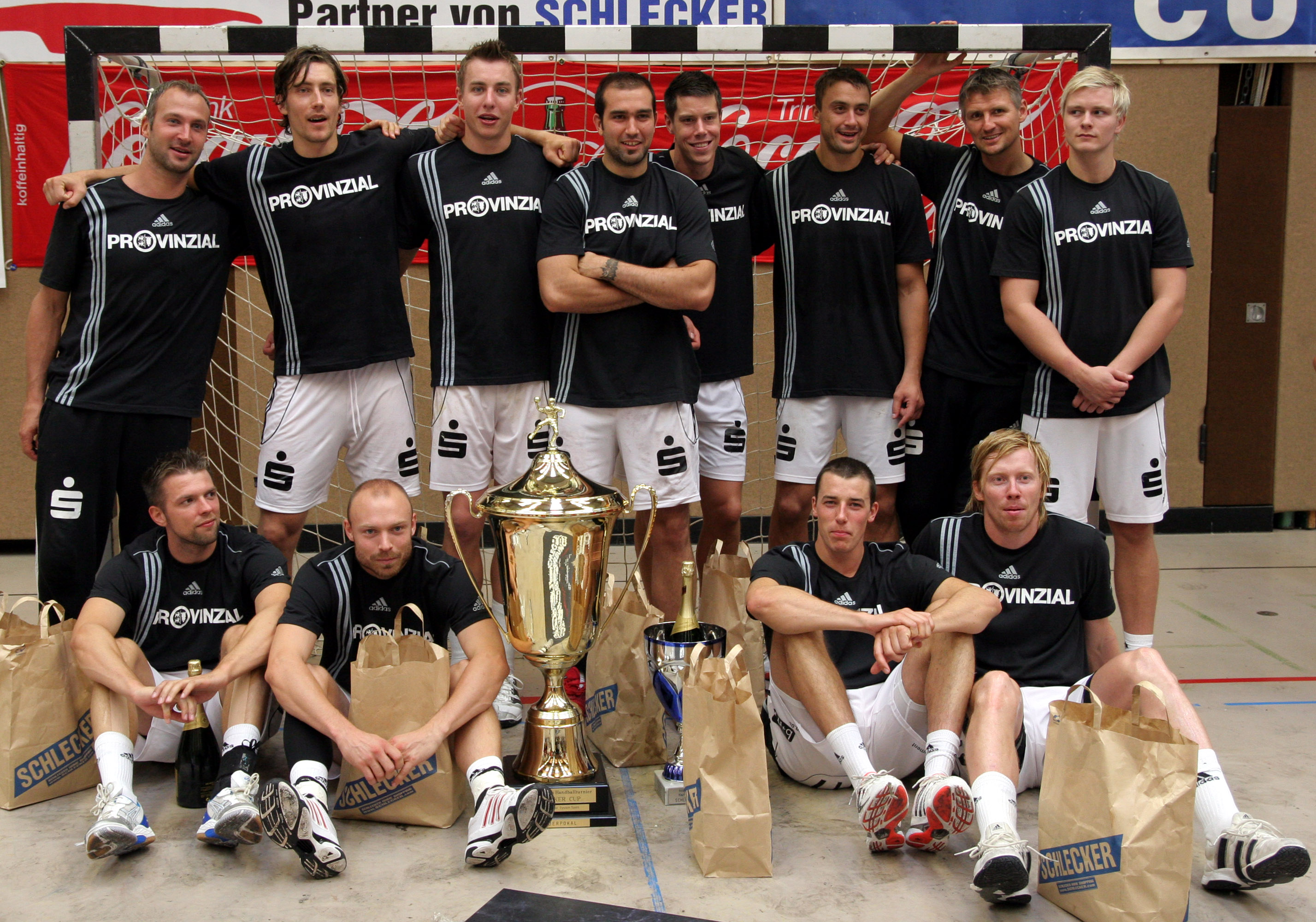
Jícha v týmu THW Kiel 2009

| Sezóna    | Klub      | Úroveň     | Zápasy | Branky | 7m hody | Z pole |
| --------- | --------- | ---------- | ------ | ------ | ------- | ------ |
| 2005/06   | TBV Lemgo | Bundesliga | 34     | 202    | 17      | 185    |
| 2006/07   | TBV Lemgo | Bundesliga | 32     | 203    | 40      | 163    |
| 2007/08   | THW Kiel  | Bundesliga | 21     | 92     | 29      | 63     |
| 2008/09   | THW Kiel  | Bundesliga | 34     | 182    | 21      | 161    |
| 2009/10   | THW Kiel  | Bundesliga | 31     | 195    | 42      | 153    |
| 2010/11   | THW Kiel  | Bundesliga | 34     | 197    | 31      | 166    |
| 2011/12   | THW Kiel  | Bundesliga | 34     | 206    | 28      | 178    |
| 2012/13   | THW Kiel  | Bundesliga | 34     | 179    | 18      | 161    |
| 2005-2010 | dohromady | Bundesliga | 188    | 1051   | 169     | 882    |